# Hospital Santo Antônio
Hospital Santo Antônio é um hospital filantrópico católico que atende exclusivamente carentes e usuários do Sistema Único de Saúde, localizado em Salvador, no estado brasileiro da Bahia, inaugurado em 1983. O hospital teve origem das ações de Irmã Dulce, que em 1949 criou um abrigo improvisado no galinheiro do convento, para abrigar enfermos das ruas da cidade, em 1960, Irmã Dulce inaugurou o Albergue Santo Antônio.
A Unidade de Assistência em Oncologia do Hospital Santo Antonio foi inaugurada em 2009, a Unidade Maria Amélia de Coni Moura.

## História
A história do Hospital Santo Antônio (HSA), coração das Obras Sociais Irmã Dulce (OSID), se confunde com o nascimento da própria instituição. Suas raízes datam de 1949, quando Irmã Dulce improvisa, no galinheiro do convento, um abrigo para 70 doentes resgatados das ruas de Salvador. Já em 1960, a religiosa inaugura no local o Albergue Santo Antônio, centro que dará lugar ao complexo hospitalar duas décadas depois, com a inauguração do HSA em 1983. Atualmente, o hospital já desponta como uma das maiores unidades de saúde do Norte e Nordeste do país e uma das mais bem equipadas da Bahia.
O complexo, que se tornou referência na assistência à população carente – inclusive de outros estados – registra hoje uma média de 16,5 mil internações e 10 mil cirurgias anuais. Atualmente com 373 leitos e um Centro de Tratamento Intensivo, o HSA oferece atendimento em 17 especialidades, divididas entre as enfermarias de Clínica Médica, Clínica Médica de Longa Permanência (crônicos) e Clínica Cirúrgica.